# Adam Pengilly
Adam Pengilly (Taunton, 14 de octubre de 1977) es un deportista británico que compitió en skeleton.
Ganó una medalla de plata en el Campeonato Mundial de Skeleton de 2009 y una medalla de bronce en el Campeonato Europeo de Skeleton de 2008.

## Palmarés internacional
| Campeonato Mundial | Campeonato Mundial           | Campeonato Mundial | Campeonato Mundial |
| Año                | Lugar                        | Medalla            | Prueba             |
| ------------------ | ---------------------------- | ------------------ | ------------------ |
| 2009               | Lake Placid (Estados Unidos) | Medalla de plata   | Individual         |
| Campeonato Europeo |                              |                    |                    |
| Año                | Lugar                        | Medalla            | Prueba             |
| 2008               | Cesana (Italia)              | Medalla de bronce  | Individual         |